# Neptis candida
Neptis candida är en fjärilsart som beskrevs av James John Joicey och Talbot 1922. Neptis candida ingår i släktet Neptis och familjen praktfjärilar. Inga underarter finns listade i Catalogue of Life.